# 1983 في المكسيك
فيما يلي قوائم الأحداث التي وقعت خلال عام 1983 في المكسيك.

## رياضة
- 1 يناير – بطولة العالم للشباب لكرة القدم 1983

## مواليد

### يناير
- 1 يناير – راندي سكوت سانتانا لاعب كرة قدم مكسيكي.
- 8 يناير – فيليبي كولومبو ممثل مكسيكي.
- 19 يناير – خوسيه إميليو بيريا ملاكم مكسيكي.
- 27 يناير – خوسيه غوادالوبي مارتينيز لاعب كرة قدم مكسيكي.

### فبراير
- 7 فبراير – خيسوس بالاسيوس لاعب كرة قدم مكسيكي.
- 8 فبراير – رودريغو برييتو لاعب كرة قدم مكسيكي.
- 11 فبراير – فيكتور تيرازاس ملاكم مكسيكي.
- 18 فبراير – جويل هويكي لاعب كرة قدم مكسيكي.
- 24 فبراير – بريسيلا بيراليس
- 24 فبراير – سانتياغو غونزاليز لاعب كرة مضرب مكسيكي.
- 26 فبراير – ريكاردو خيمينيز مولينا لاعب كرة قدم مكسيكي.
- 28 فبراير – أرون لوبيز لاعب كرة قدم مكسيكي.

### مارس
- 1 مارس – لوبيتا نيونقو
- 9 مارس – مايتي بيروني
- 14 مارس – رافاييل فيغيروا لاعب كرة قدم مكسيكي.
- 20 مارس – كارلوس ألبرتو تريجو لاعب كرة قدم مكسيكي.
- 23 مارس – ايساك رومو لاعب كرة قدم مكسيكي.
- 29 مارس – جوليرمو روخاس لاعب كرة قدم مكسيكي.

### أبريل
- 18 أبريل – خوان كارلوس نونيز لاعب كرة قدم مكسيكي.
- 25 أبريل – ويندي براغا

### مايو
- 8 مايو – برونو إيشاجاراي لاعب كرة مضرب مكسيكي.
- 11 مايو – فرانسيسكو بويدو ملاكم مكسيكي.
- 12 مايو – فرنسيسكو خافيير توريس لاعب كرة قدم مكسيكي.
- 14 مايو – أناخي
- 25 مايو – كارلوس مولينا ملاكم مكسيكي.
- 29 مايو – ألبيرتو ميدينا لاعب كرة قدم مكسيكي.

### يونيو
- 4 يونيو – ماريو فيرجينيو أورتيز لاعب كرة قدم مكسيكي.

### يوليو
- 1 يوليو – ماريا إنيس
- 11 يوليو – كريستوبال أوريلانا

### أغسطس
- 6 أغسطس – خافيير جالو ملاكم مكسيكي.
- 8 أغسطس – فاوستو بنتو روزاس لاعب كرة قدم مكسيكي.
- 12 أغسطس – إيفان هيرنانديز ملاكم مكسيكي.
- 19 أغسطس – كلوديا ساليناس
- 22 أغسطس – خوان كارلوس ميدينا لاعب كرة قدم مكسيكي.
- 28 أغسطس – ألفونسو هيريرا
- 31 أغسطس – ألدو بولو لاعب كرة قدم مكسيكي.

### سبتمبر
- 4 سبتمبر – أليخاندرو ميركادو لاعب كرة قدم مكسيكي.
- 4 سبتمبر – ليوباردو لوبيس لاعب كرة قدم مكسيكي.
- 11 سبتمبر – ديفيد بابلوس
- 18 سبتمبر – رودولفو لوبيز ملاكم مكسيكي.
- 25 سبتمبر – إغناثيو توريس لاعب كرة قدم مكسيكي.

### أكتوبر
- 4 أكتوبر – فرناندا روميرو
- 12 أكتوبر – دييغو أندري ميخيا لاعب كرة قدم مكسيكي.

### نوفمبر
- 3 نوفمبر – خافيير أوتورياغا لاعب كرة قدم مكسيكي.
- 14 نوفمبر – جيوفاني كارو ملاكم مكسيكي.
- 19 نوفمبر – أدريان كورتيس لاعب كرة قدم مكسيكي.

### ديسمبر
- 15 ديسمبر – سيزار أرتورو راموس حكم كرة قدم مكسيكي.
- 16 ديسمبر – روبيرتو نورسي لاعب كرة قدم مكسيكي.
- 21 ديسمبر – فرنسيسكو رويدا لاعب كرة قدم مكسيكي.
- 21 ديسمبر – لويس إيرنيستو فرانكو ممثل مكسيكي.

## وفيات

### أبريل
- 11 أبريل – دولوريس ديل ريو (مواليد 1905)

### مايو
- 14 مايو – ميجيل اليمان فالديز (مواليد 1900) رئيس المكسيك.

### ديسمبر
- 7 ديسمبر – فرنسيس كانو (مواليد 1944) ممثلة مكسيكية.